# ایوی رابجان
ایوی رابجان (انگلیسی: Evie Rabjohn؛ زادهٔ ۲۸ آوریل ۲۰۰۵) بازیکن فوتبال اهل انگلستان است که در پست مدافع برای باشگاه منچستریونایتد در سوپر لیگ زنان انگلستان بازی می‌کند.
وی همچنین در تیم‌های ملی فوتبال زیر ۱۷ سال انگلستان و زیر ۱۹ سال انگلستان بازی کرده است.